# Staub & Fantasie
Staub & Fantasie ist das Debütalbum des deutschen Popsängers Andreas Bourani.

## Entstehung und Artwork
Alle Stücke des Albums wurden von Andreas Bourani und Julius Hartog, in Kooperation mit weiteren oft wechselnden Komponisten, verfasst. Der Komponist Tom Olbrich wirkte an vier Stücken und somit den meisten Liedern des Albums mit, weiter wirkten Komponisten an einzelnen Stücken mit. Mit Ausnahme eines Stückes wurden alle Lieder von Andreas Herbig und Peter Seifert produziert, das Lied So leicht so schwer wurde von Andreas Bourani, Julius Hartog und Tom Olbrich produziert. Seifert arrangierte und mischte das Lied auch. Das Album wurde unter den Musiklabels Universal Music Group und Vertigo Berlin veröffentlicht und vertrieben. Auf dem schwarz-weißen Cover des Albums ist – neben Künstlernamen und Albumtitel (in Farbe mit Blumen verziert) – Bourani mit hochgestreckten Armen, zwischen zwei weißen Wänden, zu sehen.

## Veröffentlichung und Promotion
Die Erstveröffentlichung von Staub & Fantasie erfolgte am 10. Juni 2011 in Deutschland, Österreich und der Schweiz. Die reguläre Albumausgabe besteht aus 13 neuen Studioaufnahmen. Bei iTunes gab es exklusiv die Möglichkeit das Album mit einem Track-by-Track Kommentar zu erwerben. Am 15. Mai 2015 veröffentlichte Bourani eine Deluxe-Edition mit einer zweiten CD. Auf dieser befinden sich sieben Titel des Albums in anderer Fassung. Die Bonus-CD beinhaltet drei Aufnahmen zusammen mit der hr-Bigband sowie vier Akustikaufnahmen.
Um das Album zu bewerben, bekam im Mai 2011 jeder, für ein „Gefällt mir“ auf Facebook, das Lied Glück in einer Akustikversion zum kostenlosen Download. Es folgten Auftritte beim New Pop Festival und dem Bundesvision Song Contest 2011. Von Oktober 2011 bis April 2012 folgte die Staub & Fantasie Tour. Danach begleitete er Unheilig auf deren Lichter der Stadt Tour im Vorprogramm.

## Hintergrund
Seit seiner Jugend versuchte Andreas Bourani Popstar zu werden. Unter anderem nahm er 2003 erfolglos an der ZDF-Castingshow Die deutsche Stimme teil. Er arbeitete mit verschiedenen Musikproduzenten zusammen und schrieb mehrere Lieder, doch Erfolge konnte er keine erlangen. 2008 zog er nach Berlin in eine WG, wo er Julius Hartog, den Gitarristen von Sarah Connor, kennen lernte. Die beiden schrieben zusammen Lieder, die schließlich zu einem Vertrag bei der Universal Music Group führten.

## Inhalt und Titelliste
Alle Liedtexte sind komplett in deutscher Sprache verfasst. Musikalisch bewegen sich die Lieder im Bereich der Popmusik. Gelegentlich wird die Musik von elektrischen Beats untermalt. Bouranis Stimme ist klar und etwas vom Soul beeinflusst. Das Album enthält vor allem Balladen, die von positiven Gefühlen wie Glück, Liebe und Zuversicht handeln. Die Texte basieren auf persönlichem Erleben. Vergleichbar ist die Musik mit Tim Bendzko, Xavier Naidoo und Ich + Ich. Die Instrumente wurden von Arne Augustin (Piano), Julius Hartog (Gitarre), Ralph Rieker (Bass) und Jürgen Stiehle (Schlagzeug) eingespielt.
| #  | Titel                                   | Autor(en)                                                            | Produzent(en)                               | Länge |
| -- | --------------------------------------- | -------------------------------------------------------------------- | ------------------------------------------- | ----- |
| 1  | Nur in meinem Kopf                      | Andreas Bourani, Julius Hartog, Tom Olbrich                          | Andreas Herbig, Peter Seifert               | 3:49  |
| 2  | Wunder                                  | Andreas Bourani, Julius Hartog                                       | Andreas Herbig, Peter Seifert               | 4:09  |
| 3  | Zusammen untergegangen                  | Andreas Bourani, Julius Hartog, Tom Olbrich                          | Andreas Herbig, Peter Seifert               | 3:24  |
| 4  | Mit der Zeit                            | Andreas Bourani, Julius Hartog                                       | Andreas Herbig, Peter Seifert               | 4:26  |
| 5  | Glück                                   | Jen Bender, Andreas Bourani, Julius Hartog, Raphael Schalz           | Andreas Herbig, Peter Seifert               | 4:30  |
| 6  | Sicher                                  | Andreas Bourani, Julius Hartog, Tom Olbrich                          | Andreas Herbig, Peter Seifert               | 4:07  |
| 7  | Eisberg                                 | Andreas Bourani, Julius Hartog, Tom Olbrich                          | Andreas Herbig, Peter Seifert               | 4:23  |
| 8  | Eden für dich                           | Andreas Bourani, Julius Hartog                                       | Andreas Herbig, Peter Seifert               | 4:15  |
| 9  | Du und ich und sie                      | Axel Bosse, Andreas Bourani, Julius Hartog                           | Andreas Herbig, Peter Seifert               | 3:13  |
| 10 | So leicht so schwer                     | Andreas Bourani, Julius Hartog                                       | Andreas Bourani, Julius Hartog, Tom Olbrich | 4:44  |
| 11 | Fremder Planet                          | Philipp Otto Block, Andreas Bourani, Julius Hartog, Jan Stolter-Foht | Andreas Herbig, Peter Seifert               | 4:32  |
| 12 | Frieden                                 | Andreas Bourani, Julius Hartog, Ralf Hildenbeutel                    | Andreas Herbig, Peter Seifert               | 5:16  |
| 13 | Du lässt dich gehen                     | Andreas Bourani, Julius Hartog                                       | Andreas Herbig, Peter Seifert               | 3:16  |
|    | Deluxe-Edition (CD2)                    |                                                                      |                                             |       |
| 1  | Nur in meinem Kopf (mit der hr-Bigband) | Andreas Bourani, Julius Hartog, Tom Olbrich                          | Andreas Herbig, Peter Seifert               | 4:31  |
| 2  | Eisberg (mit der hr-Bigband)            | Andreas Bourani, Julius Hartog, Tom Olbrich                          | Andreas Herbig, Peter Seifert               | 5:30  |
| 3  | Wunder (mit der hr-Bigband)             | Andreas Bourani, Julius Hartog                                       | Andreas Herbig, Peter Seifert               | 6:52  |
| 4  | Sicher (Akustikversion)                 | Andreas Bourani, Julius Hartog, Tom Olbrich                          | Andreas Herbig, Peter Seifert               | 3:16  |
| 5  | Glück (Akustikversion)                  | Jen Bender, Andreas Bourani, Julius Hartog, Raphael Schalz           | Andreas Herbig, Peter Seifert               | 4:15  |
| 6  | Nur in meinem Kopf (Akustikversion)     | Andreas Bourani, Julius Hartog, Tom Olbrich                          | Andreas Herbig, Peter Seifert               | 3:43  |
| 7  | Eisberg (Akustikversion)                | Andreas Bourani, Julius Hartog, Tom Olbrich                          | Andreas Herbig, Peter Seifert               | 4:21  |

* Angaben der Studioversionen

## Singleauskopplungen
Bereits einen Monat vor der Veröffentlichung des Albums wurde vorab am 20. Mai 2011 die Single Nur in meinem Kopf ausgekoppelt. Es folgte am 23. September 2011 die Veröffentlichung der zweiten Single Eisberg. Die dritte und letzte Singleauskopplung Wunder erschien am 16. März 2012. Die ersten beiden Singles konnten sich in den Singlecharts platzieren, Wunder verfehlte einen Charteinstieg. Für Nur in meinem Kopf erhielt Bourani eine Goldene Schallplatte für über 150.000 verkaufte Einheiten.
Chartplatzierungen

| Jahr | Titel              | Höchstplatzierung, Gesamtwochen, AuszeichnungChartplatzierungen (Jahr, Titel, , Platzierungen, Wochen, Auszeichnungen, Anmerkungen) | Höchstplatzierung, Gesamtwochen, AuszeichnungChartplatzierungen (Jahr, Titel, , Platzierungen, Wochen, Auszeichnungen, Anmerkungen) | Höchstplatzierung, Gesamtwochen, AuszeichnungChartplatzierungen (Jahr, Titel, , Platzierungen, Wochen, Auszeichnungen, Anmerkungen) | Anmerkungen                                            |
| Jahr | Titel              | DE | AT | CH | Anmerkungen                                            |
| ---- | ------------------ | --- | --- | --- | ------------------------------------------------------ |
| 2011 | Nur in meinem Kopf | DE16 Gold · (35 Wo.)DE | AT13 (3 Wo.)AT | CH15 (2 Wo.)CH | Erstveröffentlichung: 20. Mai 2011 Verkäufe: + 150.000 |
| 2011 | Eisberg            | DE47 (8 Wo.)DE | AT56 (1 Wo.)AT | — | Erstveröffentlichung: 23. September 2011               |

## Staub & Fantasie Tour
Diese Liste beinhaltet alle Konzerte in chronologischer Reihenfolge, die bei der Staub & Fantasie Tour gespielt wurden:
Tourdaten
| Datum            | Stadt             | Veranstaltungsort         | Land        |
| ---------------- | ----------------- | ------------------------- | ----------- |
| 21. Oktober 2011 | Leipzig           | Moritzbastei              | Deutschland |
| 22. Oktober 2011 | Dortmund          | Freizeitzentrum West      | Deutschland |
| 23. Oktober 2011 | Köln              | Luxor                     | Deutschland |
| 25. Oktober 2011 | Frankfurt am Main | Brotfabrik                | Deutschland |
| 26. Oktober 2011 | Stuttgart         | Cann Club                 | Deutschland |
| 27. Oktober 2011 | München           | 59:1                      | Deutschland |
| 18. März 2012    | Hannover          | Capitol                   | Deutschland |
| 19. März 2012    | Hamburg           | Gruenspan                 | Deutschland |
| 20. März 2012    | Bielefeld         | Ringlokschuppen           | Deutschland |
| 22. März 2012    | Krefeld           | Kufa                      | Deutschland |
| 23. März 2012    | Bochum            | Zeche                     | Deutschland |
| 26. März 2012    | Köln              | Stollwerk                 | Deutschland |
| 27. März 2012    | Stuttgart         | Cann Club                 | Deutschland |
| 28. März 2012    | Augsburg          | Kantine                   | Deutschland |
| 30. März 2012    | Wien              | Szene                     | Österreich  |
| 31. März 2012    | Dresden           | Beatpol                   | Deutschland |
| 1. April 2012    | Berlin            | Postbahnhof am Ostbahnhof | Deutschland |

## Mitwirkende
Albumproduktion
- Arne Augustin: Piano
- Jen Bender: Komponist
- Philipp Otto Block: Komponist
- Axel Bosse: Komponist
- Andreas Bourani: Gesang, Komponist, Musikproduzent
- Julius Hartog: Gitarre, Komponist, Musikproduzent
- Andreas Herbig: Musikproduzent
- Tom Olbrich: Komponist, Musikproduzent
- Ralph Rieker: Bass
- Raphael Schalz: Komponist
- Peter Seifert: Abmischung, Arrangement, Musikproduzent
- Jürgen Stiehle: Schlagzeug
- Jan Stolter-Foht: Komponist

Unternehmen
- Universal Music Group: Musiklabel, Vertrieb
- Vertigo Berlin: Musiklabel, Vertrieb

## Rezeption

### Rezensionen
Stephan Müller rezensierte das Album für plattentests.de und nennt das Album „für Popmusik ganz schön philosophisch“. Müller ordnet die 13 Songs „zwischen schlagereskem Softpop und rockig-ambitionierter Basisarbeit“ein.
Samira Kügler, die das Album für die Sendung Plattencheck des Radiosenders 1 Live besprach, zieht das Fazit „Ein bisschen kitschig ist Staub und Fantasie schon. Trotzdem ist es ein solides Deutsch-Pop-Album zum Tagträumen.“
Andreas Dittmann von laut.de bewertete das Album wesentlich kritischer und zog negative Parallelen zur Musik von Unheilig. Er warf dem Album vor allem vor, zu stark auf den kommerziellen Erfolg ausgerichtet und zu glatt produziert zu sein.

„Diese erzwungene Massenkompatibilität ist Bouranis größter Fluch. Die Songs klingen austauschbar, auf Mainstream glatt gebügelt. Dabei hat Bourani für einen Song (‚Du und Ich und Sie‘) sogar mit Bosse gearbeitet. Da hätte er sich besser an dessen handgemachtem Songwriter-Pop orientiert. Dass es auch anders geht, beweisen schließlich Songs wie das Piano-Stück „Mit Der Zeit“, der Mid-Tempo-Groover Frieden oder der sanfte Abschlusssong Du lässt Dich gehen. Bouranis Produzenten beschränken sich hier auf wenig Synthie- und Elektro-Einerlei und lassen vielmehr seiner Stimme Raum zur Entfaltung. So bleibt Staub und Fantasie am Ende doch nur ein passables Pop-Album.“

## Kommerzieller Erfolg

### Chartplatzierungen
Staub & Fantasie erreichte in Deutschland Position 23 der Albumcharts und konnte sich insgesamt 20 Wochen in den Charts halten. In Österreich erreichte das Album in zehn Chartwochen Position 27 und in der Schweiz in vier Chartwochen Position 22 der Charts. In Deutschland platzierte sich das Album direkt nach der Veröffentlichung auf Anhieb in den Charts. In Österreich und der Schweiz erreichte das Album erstmals nach der Wiederveröffentlichung und der Teilnahme bei Sing meinen Song – Das Tauschkonzert, die Charts. Für Bourani ist dies der erste Charterfolg in den deutschen Album-Charts. Aufgrund des späteren Charteintritts ist es in Österreich und der Schweiz nach Hey bereits der zweite Charterfolg.

### Auszeichnungen für Musikverkäufe
Im Juni 2015 wurde Staub & Fantasie in Deutschland mit einer Goldenen Schallplatte ausgezeichnet. Damit wurde das Album mindestens 100.000 Mal verkauft.
| Land/Region        | Auszeichnungen für Musikverkäufe (Land/Region, Auszeichnung, Verkäufe) | Verkäufe |
| ------------------ | ---------------------------------------------------------------------- | -------- |
| Deutschland (BVMI) | Gold                                                                   | 100.000  |
| Insgesamt          | 1× Gold ·                                                              | 100.000  |